# André Benjamin
André Lauren Benjamin (Atlanta, 27 mei 1975), beter bekend als André 3000 en eerder als Dré Benjamin, is een Amerikaanse rapper, producer en acteur. Hij is lid van het hiphopduo OutKast en wordt wereldwijd gezien als een van de beste rappers ooit. Hij heeft een groot aandeel gehad in de verspreiding van 'Dirty South', de benaming voor rap uit staten uit het zuiden van de V.S

## Jeugd
André is als enig kind opgevoed door zijn moeder. Hij zat op de Sutton Middle School. Hij ontmoette zijn OutKast-partner Big Boi toen ze op de Tri-Cities High School zaten in East Point, Georgia.

## Stijl
André heeft een zeer unieke stijl, die varieert per album en nummer en is geëvolueerd door de jaren heen. In het begin van zijn carrière gebruikte hij vooral traditionele hip-hop beats. Zijn songteksten zijn echter altijd al uniek geweest: anders dan andere rap uit de jaren '90 en begin jaren '00 gingen zijn nummers veel minder over geweld en drugs en andere typische onderwerpen in rap destijds. Later in zijn carrière begon hij meer genres te beoefenen. In zijn latere muziek is een duidelijke invloed van rockmuziek te zien, maar ook soul en funk. De basis van rap is echter altijd goed zichtbaar gebleven. Goede voorbeelden van deze latere invloeden zijn Hey Ya! en Roses, allebei van het Outkast album Speakerboxxx/The Love Below uit 2003.

## Carrière
Vers van school brachten ze hun eerste single uit, Player's Ball. Deze single was meteen een groot succes. In 1994 bracht OutKast het album Southernplayalisticadillacmuzik uit, dat goed werd ontvangen door publiek en critici. Het album werd geproduceerd door Organized Noise, die dit en de volgende drie albums een eigen geluid gaven, dat anders was dan de gemiddelde hiphop. Aan het eind van het jaar was het album platina in de VS. Het tweede album, ATLiens uit 1996, werd een even groot succes. Hierop gaat de band meer experimenteren met onder andere jazz-invloeden.
In 1998 kwam het derde album Aquemini uit. Het album was bij de critici een enorm succes. Op dit album staat ook de single Rosa Parks, dat ook in Nederland een hitje was. Rosa Parks, een beroemde Amerikaanse burgerrechtenactiviste, vond dat de groep misbruik maakte van haar naam en klaagde de groep aan. Ze had ook problemen met de obscene tekst.
In 2000 veranderde Dre zijn naam in André 3000 en bracht het duo Stankonia, het vierde studio-album, uit. Met dit album kwam de internationale doorbraak. Ms. Jackson kwam in vele landen, waaronder Amerika en Nederland, op nummer één terecht. Naar alle waarschijnlijkheid wordt met Ms. Jackson de moeder van Erykah Badu, André 3000's ex, bedoeld. Ook So Fresh, So Clean, een andere single van dit album, werd een hitje in Nederland. Het duo treedt in 2001 op Pinkpop op. Aan het eind van dat jaar brengt OutKast een compilatiealbum uit, Big Boi & Dre present... OutKast. Naast oudere nummers staat hier ook het hitje The Whole World op.
In 2003 komt het dubbelalbum Speakerboxxx/The Love Below uit. Eigenlijk zijn het twee soloalbums. Op Speakerboxxx is vooral Big Boi te horen, op The Love Below vooral André 3000. Het dubbelalbum groeit al snel uit tot een van de succesvolste hiphopalbums aller tijden, waar al gauw meer dan tien miljoen exemplaren van worden verkocht. Het album wint ook de Grammy Award voor beste album van het jaar 2004. Ook Andrés single Hey Ya! wordt een wereldwijde hit, evenals Roses.

## Privé
André Benjamin heeft een zoon met zangeres Erykah Badu.

## Films
André houdt zich nu ook bezig met de film-industrie en hij speelt in:
- Families
- The Shield
- Be Cool (2005)
- Revolver (2005)
- Four Brothers (2005)
- Idlewild (2006)
- Battle in Seattle (2007)
- Semi-Pro (2008)
- Jimi: All Is by My Side (2013)
- High Life (2018)
- Dispatches from Elsewhere (2020) - tv-serie
- White Noise (2022)

## Discografie

### Albums
| Album met eventuele hitnotering(en) in de Nederlandse Album Top 100 | Datum van verschijnen | Datum van binnenkomst | Hoogste positie | Aantal weken | Opmerkingen |
| ------------------------------------------------------------------- | --------------------- | --------------------- | --------------- | ------------ | ----------- |
| Three stacks                                                        | 08-08-2008            | -                     |                 |              |             |
| Alter ego - The mixtape                                             | 09-07-2010            | -                     |                 |              |             |

### Singles
| Single met eventuele hitnotering(en) in de Nederlandse Top 40 | Datum van verschijnen | Datum van binnenkomst | Hoogste positie | Aantal weken | Opmerkingen                                                       |
| ------------------------------------------------------------- | --------------------- | --------------------- | --------------- | ------------ | ----------------------------------------------------------------- |
| Millionaire                                                   | 2004                  | 16-10-2004            | tip3            | -            | met Kelis / Nr. 37 in de Single Top 100                           |
| Green light                                                   | 2008                  | 26-07-2008            | tip6            | -            | met John Legend / Nr. 48 in de Single Top 100                     |
| Dedication to my ex (Miss that)                               | 05-09-2011            | 04-02-2012            | 6               | 16           | met Lloyd & Lil Wayne / Nr. 13 in de Single Top 100 / Alarmschijf |

| Single met hitnotering(en) in de Vlaamse Ultratop 50 | Datum van verschijnen | Datum van binnenkomst | Hoogste positie | Aantal weken | Opmerkingen                             |
| ---------------------------------------------------- | --------------------- | --------------------- | --------------- | ------------ | --------------------------------------- |
| Millionaire                                          | 2004                  | 30-10-2004            | tip2            | -            | met Kelis / Nr. 21 in de Radio 2 Top 30 |
| Green light                                          | 2008                  | 16-08-2008            | 36              | 5            | met John Legend                         |
| Dedication to my ex (Miss that)                      | 2011                  | 12-11-2011            | tip87           | -            | met Lloyd & Lil Wayne                   |